# Display emissor de campo

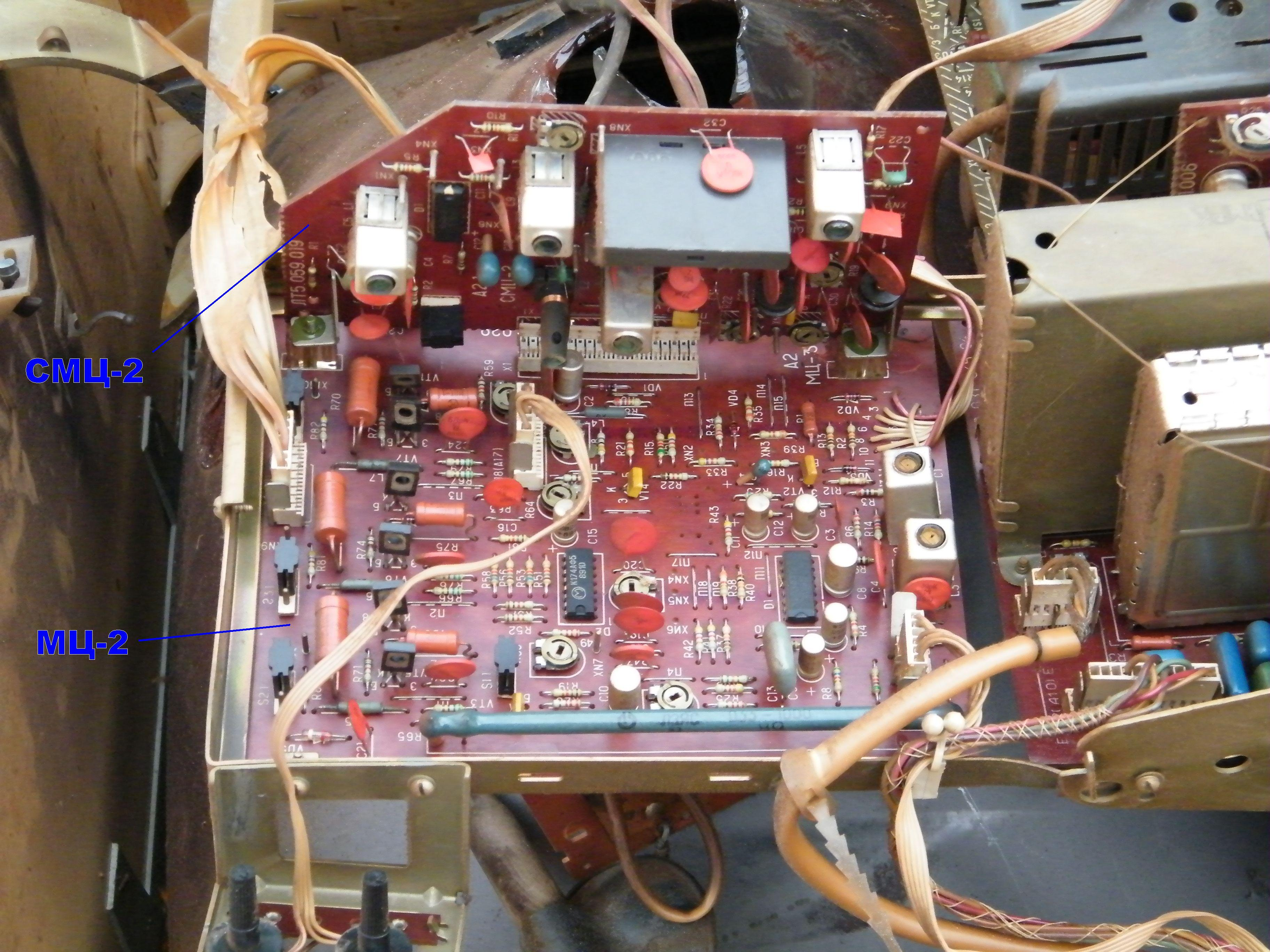

Um display emissor de campo (field emission display ou FED em inglês) é um tipo de painel digital que possui uma camada de fósforo como meio emissor.

## Características
Os displays emissores de campo assemelham-se aos CRTs no aspecto de que cada pixel individual emite luz. Todavia, isto não é feito através dos canhões de elétrons dos CRTs (responsáveis pelo grande volume destes monitores), mas por uma fina camada de poucos milímetros de espessura, revestida de fósforo – o display emissor de campo– que utiliza uma matriz X-Y com emissores de catodo frio (sendo que os nanotubos de carbono são considerados os mais eficientes para isso) posicionados por trás de cada ponto de fósforo numa placa frontal (que serve de anodo) e que emitem elétrons através de um processo conhecido como emissão de elétrons por campo. Os FEDs são considerados muito mais eficientes do que os monitores LCD, possuem baixo consumo de energia e podem operar numa ampla faixa de temperatura (de -30° a 80 °C), o que os tornam apropriados para uso militar. Embora ainda não estejam sendo produzidos comercialmente, as pesquisas estão bem adiantadas em empresas como a Sony.